# Tereza Fajksová
Tereza Fajksová, née le 17 mai 1989 à Ivančice, est une mannequin et joueuse de volley-ball tchèque, qui a été couronnée Miss Terre 2012.

## Biographie
Elle naît dans la petite ville de Ivančice en République tchèque. 
Elle fait sa scolarité à TG Masaryk école primaire à Ivančice, puis au lycée au Louis Danka Sport Gymnase à Brno . 
Tereza est diplômée en administration publique à l'Université Mendel à Brno, ancienne joueuse de volley-ball, elle est capitaine de son club « Brno Královopolská Extraliga Volleyball Team ». Son équipe remporte trois championnats nationaux juniors en République Tchèque. 
Sa carrière de sportive se termine à la suite d'une blessure, Tereza devient ensuite modèle.
En 2009, alors âgée de 20 ans, elle participe à l'élection Miss République Tchèque 2009, mais ne se classe pas.